# Blue Airways
Blue Airways of BlueSky is een Armeense luchtvaartmaatschappij met haar thuisbasis in Jerevan.

## Geschiedenis
Blue Airways is opgericht in 2006.

## Vloot
De vloot van Blue Airways bestaat uit:(april 2007)
- 2 Boeing B-747-400
- 2 Airbus AB300B2
- 1 Airbus AB300B4
- 1 Airbus AB310-300
- 1 Airbus AB320-200